# Tuyen Quang
Tuyen Quang (vietnamita: Tuyên Quang) è una città del Vietnam, capitale della provincia omonima.
Dal punto di vista amministrativo, funge anche da municipalità autonoma, equiparabile a un distretto (huyện), che nel 2019 contava 104.645 abitanti.
Come distretto occupa una superficie di 44 km².